# Iru Chetschanowi

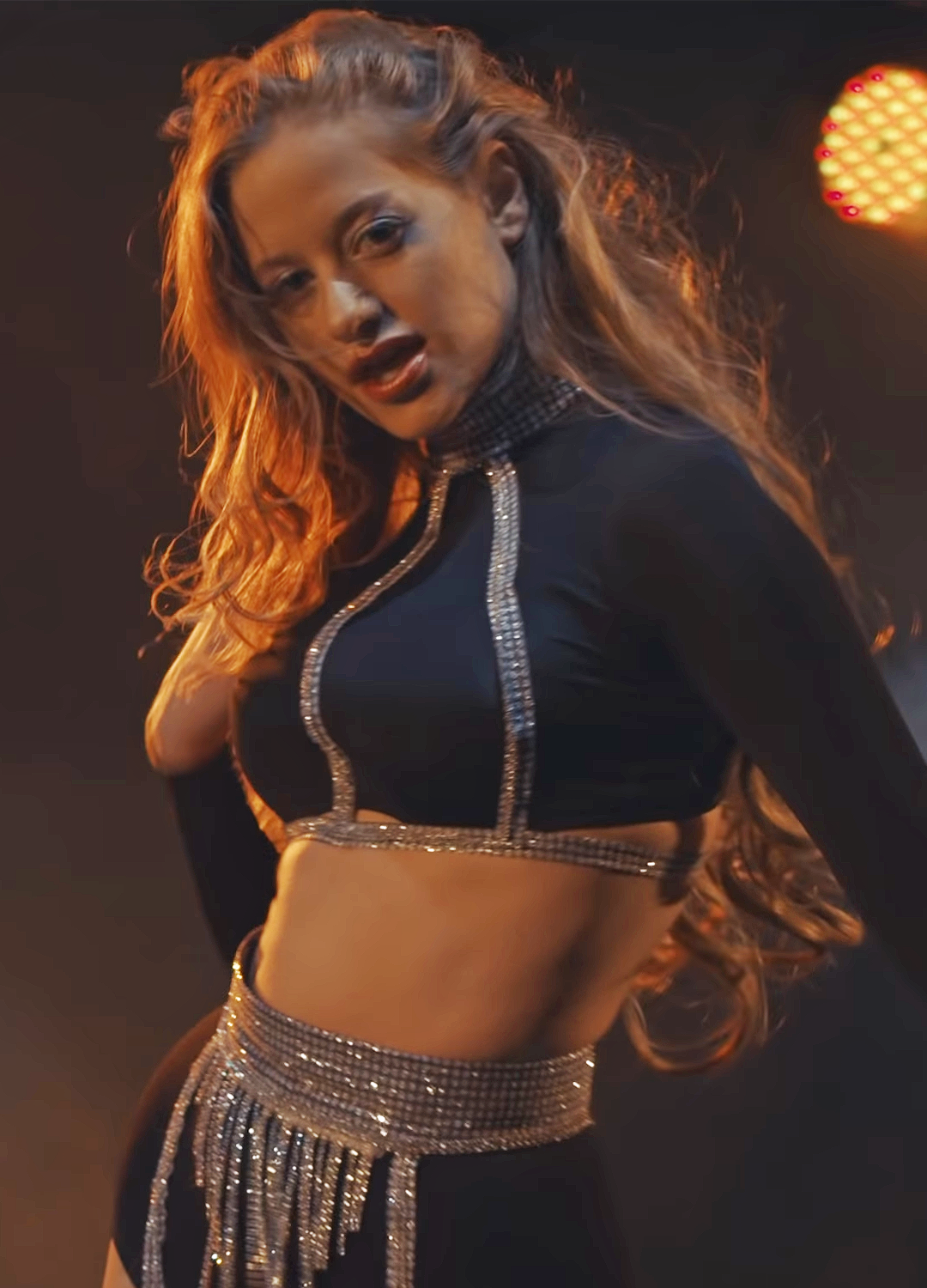
Iru Chetschanowi (2021)

Irina „Iru“ Chetschanowi (georgisch ირუ ხეჩანოვი englisch Iru Khechanovi; * 3. Dezember 2000 in Tiflis), auch bekannt als IRU, ist eine georgische Sängerin. Sie trat für Georgien beim Eurovision Song Contest 2023 in Liverpool an.

## Leben und Karriere
Bereits als Kind nahm Iru Chetschanowi an verschiedenen Musikwettbewerben teil. Unter anderem gewann sie als Teil der Gruppe CANDY 2011 den Junior Eurovision Song Contest mit dem Lied Candy Music. Beim Junior Eurovision Song Contest 2022 trat sie gemeinsam mit der Gruppe im Rahmen eines Gewinner-Medleys erneut auf. Im selben Jahr schrieb sie auch den Text für den georgischen JESC-Beitrag I Believe von Mariam Bigvava.
2022/23 nahm Iru Chetschanowi an der fünften Staffel von The Voice Georgia teil, wo sie im Team von Dato Porchkhidze war. Am 2. Februar 2023 konnte sie die Staffel für sich gewinnen und erhielt somit das Recht, Georgien beim Eurovision Song Contest 2023 zu vertreten. Am 16. März 2023 wurde ihr Titel Echo veröffentlicht. Nach ihrem Auftritt im zweiten Halbfinale am 11. Mai konnte sie sich jedoch nicht für das Finale qualifizieren.

## Diskografie
Singles
- 2021: No Jerk Around Me
- 2022: Not Like Today
- 2022: Tu mama
- 2023: Idea
- 2023: Echo
- 2023: Seen